# Гроза

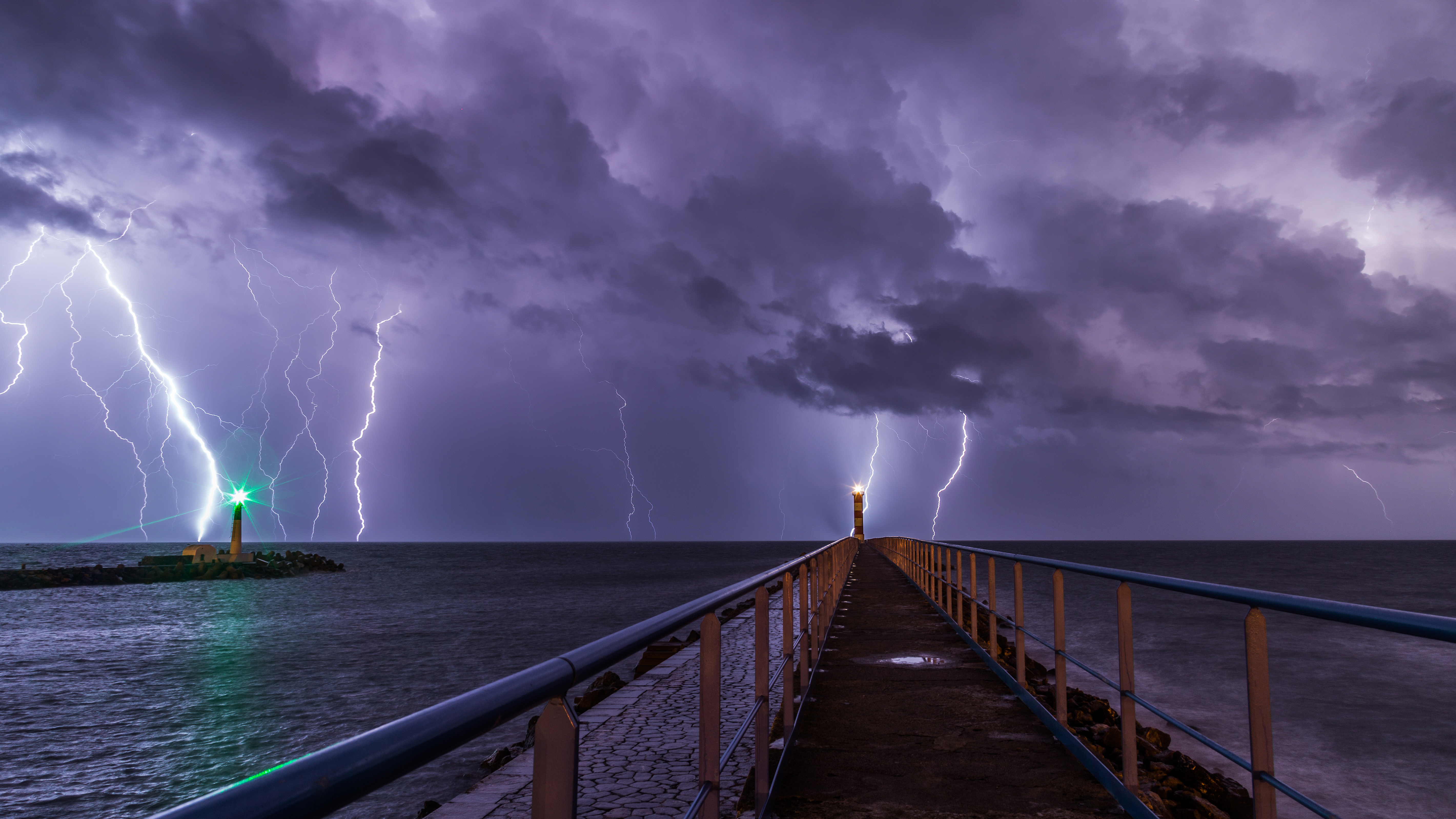
Пример грозы на побережье Франции.

Гроза́ — атмосферное явление, при котором внутри облаков или между облаками и земной поверхностью возникают электрические разряды — молнии — сопровождаемые громом. Как правило образующиеся в мощных кучево-дождевых облаках, они среди смертоноснейших погодных явлений для людей; по количеству зарегистрированных смертельных случаев только внезапные наводнения приводят к бо́льшим людским потерям.
Грозы обычно сопровождаются сильными ветрами, сильным дождём, а иногда снегом, или градом, но некоторые грозы приводят к небольшому количеству осадков или их отсутствию вообще. Грозы могут выстраиваться в ряд или превращаться в полосы, а в экстремальных и редких случаях превращаться в прямолинейные шквалы.. Сильные грозы включают в себя некоторые из наиболее опасных погодных явлений, включая крупный град, резкое усиление ветра, а те, которые образуются в суперъячейках могут вызвать даже появление торнадо.
Люди обожествляли грозы на протяжении тысячелетий. Идиоматические выражения, связанные с грозой, такие как «гром среди ясного неба», распространены во многих языках. Страх грозы или молнии называется астрафобией или бронтофобией.

## География гроз
|  |

По поверхности планеты грозы распределяются неравномерно; над океаном гроз наблюдается приблизительно в десять раз меньше, чем над континентами. В тропической и экваториальной зоне (от 30° северной широты до 30° южной широты) сосредоточено около 78 % всех молниевых разрядов. На грозы влияют также географические особенности местности: сильные грозовые центры находятся в горных районах Гималаев и Кордильер.
Грозы случаются по всему миру, с наибольшей частотой в районах с влажными лесами, где они могут происходить почти ежедневно. В любой момент времени на Земле происходит около 2000 гроз. Кампала и Тороро в Уганде считаются самыми грозовыми местами на Земле. Другие места с большим количеством грозы включают Сингапур и Богор на индонезийском острове Ява. К другим городам, известным частыми штормами, относятся Манила и Мумбаи. Грозы связаны с различными муссонными сезонами по всему миру и часто происходят во время тропических циклонов. В регионах с умеренным климатом они чаще всего случаются весной и летом, хотя могут возникать вдоль холодных фронтов или перед ними в любое время года. Они также могут возникать в более холодных воздушных массах после прохождения холодного фронта над относительно тёплым водоёмом.  Грозы редко случаются в полярных регионах из-за низких температур поверхности.

## Грозовые облака

### Стадии развития
|  |

Необходимыми условиями для возникновения грозового облака является наличие условий для развития конвекции или иного механизма, создающего восходящие потоки запаса влаги, достаточного для образования осадков, и наличия структуры, в которой часть облачных частиц находится в жидком состоянии, а часть — в ледяном.
Конвекция, приводящая к развитию гроз, возникает в следующих случаях:
- при неравномерном нагревании приземного слоя воздуха над различной подстилающей поверхностью. Например, над водной поверхностью и сушей из-за различий в температуре воды и почвы. Также при перемещении холодных воздушных масс на тёплую земную поверхность и над прогретой сушей летом (местные, или тепловые грозы)[17]. Над крупными городами интенсивность конвекции значительно выше, чем в окрестностях города.
- при подъёме или вытеснении тёплого воздуха холодным на атмосферных фронтах[17]. Атмосферная конвекция на атмосферных фронтах значительно интенсивнее и чаще, чем при внутримассовой конвекции. Часто фронтальная конвекция развивается одновременно со слоисто-дождевыми облаками и обложными осадками, что маскирует образующиеся кучево-дождевые облака.
- при подъёме воздуха в районах горных массивов. Даже небольшие возвышенности на местности приводят к усилению образования облаков (за счёт вынужденной конвекции). Высокие горы создают особенно сложные условия для развития конвекции и почти всегда увеличивают её повторяемость и интенсивность.

Все грозовые облака, независимо от их типа, последовательно проходят 3 стадии:
1. кучевое облако;
2. зрелое грозовое облако;
3. распад[18].

### Классификация грозовых облаков и гроз
В XX веке грозы классифицировались в соответствии с условиями формирования: внутримассовые, фронтальные или орографические. В настоящее время принято классифицировать грозы в соответствии с характеристиками самих гроз. Эти характеристики в основном зависят от метеорологического окружения, в котором развивается гроза.

Основным необходимым условием для образования грозовых облаков является состояние неустойчивости атмосферы, формирующее восходящие потоки. В зависимости от величины и мощности таких потоков формируются грозовые облака различных типов.

#### Одноячейковое грозовое облако
|  |

Одноячейковые кучево-дождевые (Cumulonimbus, Cb) облака развиваются в дни со слабым ветром в малоградиентном барическом поле. Их называют ещё внутримассовыми или локальными. Они состоят из конвективной ячейки с восходящим потоком в центральной своей части, могут достигать грозовой и градовой интенсивности и быстро разрушаться с выпадением осадков. Размеры такого облака: поперечный — 5—20 км, вертикальный — 8—12 км, продолжительность жизни — около 30 минут, иногда — до 1 часа. Серьёзных изменений погоды после грозы не происходит. 

Формирование облачности начинается с возникновения кучевого облака хорошей погоды (Cumulus humilis). При благоприятных условиях возникшие кучевые облака быстро растут как в вертикальном, так и в горизонтальном направлении, при этом восходящие потоки находятся почти по всему объёму облака и увеличиваются от 5 м/с до 15-20 м/с. Нисходящие потоки очень слабы. Окружающий воздух активно проникает внутрь облака за счёт смешения на границе и вершине облака. Облако переходит в стадию средних кучевых (Cumulus mediocris). Образующиеся в результате конденсации мельчайшие водяные капли в таком облаке сливаются в более крупные, которые уносятся мощными восходящими потоками вверх. Облако ещё однородное, состоит из капель воды, удерживаемых восходящим потоком, — осадки не выпадают. В верхней части облака при попадании частиц воды в зону отрицательных температур капли постепенно начинают превращаться в кристаллы льда. Облако переходит в стадию мощного кучевого облака (Cumulus congestus). Смешанный состав облака приводит к укрупнению облачных элементов и созданию условий для выпадения осадков и образования грозовых разрядов. Такое облако называют кучево-дождевым (Cumulonimbus) или (в частном случае) кучево-дождевым лысым (Cumulonimbus calvus). Вертикальные потоки в нём достигают 25 м/с, а уровень вершины достигает высоты 7—8 км. 

Испаряющиеся частицы осадков охлаждают окружающий воздух, что приводит к дальнейшему усилению нисходящих потоков. На стадии зрелости в облаке одновременно присутствуют и восходящие, и нисходящие воздушные потоки. 

На стадии распада в облаке преобладают нисходящие потоки, которые постепенно охватывают все облако.

#### Многоячейковые кластерные грозы
|  |

Это наиболее распространённый тип гроз, связанный с мезомасштабными (имеющими масштаб от 10 до 1000 км) возмущениями. Многоячейковый кластер состоит из группы грозовых ячеек, двигающихся как единое целое, хотя каждая ячейка в кластере находится на разных стадиях развития грозового облака. Грозовые ячейки, находящиеся в стадии зрелости, обычно располагаются в центральной части кластера, а распадающиеся ячейки — с подветренной стороны кластера. Они имеют поперечные размеры 20—40 км, их вершины нередко поднимаются до тропопаузы и проникают в стратосферу. Многоячейковые кластерные грозы могут давать град, ливневые дожди и относительно слабые шквальные порывы ветра. Каждая отдельная ячейка в многоячейковом кластере находится в зрелом состоянии около 20 минут; сам многоячейковый кластер может существовать в течение нескольких часов. Данный тип грозы обычно более интенсивен, чем одноячейковая гроза, но много слабее суперъячейковой грозы.

#### Многоячейковые линейные грозы (линии шквалов)
Многоячейковые линейные грозы представляют собой линию гроз с продолжительным, хорошо развитым фронтом порывов ветра на передней линии фронта. Линия шквалов может быть сплошной или содержать бреши. Приближающаяся многоячейковая линия выглядит как тёмная стена облаков, обычно покрывающая горизонт с западной стороны (в северном полушарии). Большое число близко расположенных восходящих/нисходящих потоков воздуха позволяет квалифицировать данный комплекс гроз как многоячеечный, хотя его грозовая структура резко отличается от многоячейковой кластерной грозы. Линии шквалов могут давать крупный град (диаметром более 2 см) и интенсивные ливни, но больше они известны как системы, создающие сильные нисходящие потоки и сдвиги ветра, опасные для авиации. Линия шквалов близка по свойствам к холодному фронту, но является локальным результатом грозовой деятельности. Часто линия шквалов возникает впереди холодного фронта. На радарных снимках эта система напоминает изогнутый лук (bow echo). Данное явление характерно для Северной Америки, на территории Европы и Европейской территории России наблюдается реже.

#### Суперъячейковые грозы
|  |

Суперъячейка — наиболее высокоорганизованное грозовое облако. Суперъячейковые облака относительно редки, но представляют наибольшую угрозу для здоровья и жизни человека и его имущества. Суперъячейковое облако схоже с одноячейковым тем, что оба имеют одну зону восходящего потока. Различие состоит в размере суперъячейки: диаметр порядка 50 км, высота — 10—15 км (нередко верхняя граница проникает в стратосферу) с единой полукруглой наковальней. Скорость восходящего потока в суперъячейковом облаке значительно выше, чем в других типах грозовых облаков: до 40—60 м/с. Основной особенностью, отличающей суперъячейковое облако от облаков других типов, является наличие вращения. Вращающийся восходящий поток в суперъячейковом облаке (в радарной терминологии называемый мезоциклоном) создаёт экстремальные по силе погодные явления, такие, как крупный град (диаметром 2—5 см, иногда и более), шквалы со скоростью до 40 м/с и сильные разрушительные смерчи.
Окружающие условия являются основным фактором в образовании суперъячейкового облака. Необходима очень сильная конвективная неустойчивость воздуха. Температура воздуха у земли (до грозы) должна быть +27…+30 °C и выше, но главным необходимым условием является ветер переменного направления, вызывающий вращение. Такие условия достигаются при сдвиге ветра в средней тропосфере. Осадки, образующиеся в восходящем потоке, переносятся по верхнему уровню облака сильным потоком в зону нисходящего потока. Таким образом, зоны восходящего и нисходящего потоков оказываются разделёнными в пространстве, что обеспечивает жизнь облака в течение длительного периода времени.
Обычно на передней кромке суперъячейкового облака наблюдается слабый дождь. Ливневые осадки выпадают вблизи зоны восходящего потока, а наиболее сильные осадки и крупный град выпадают к северо-востоку от зоны основного восходящего потока (в Северном полушарии). Наиболее опасные условия наблюдаются неподалёку от зоны основного восходящего потока (обычно смещённые к задней части грозы).

### Физические характеристики грозовых облаков
Самолётные и радарные исследования показывают, что единичная грозовая ячейка обычно достигает высоты порядка 8—10 км и живёт порядка 30 минут. Изолированная гроза обычно состоит из нескольких ячеек, находящихся в различных стадиях развития, и длится порядка часа. Крупные грозы могут достигать в диаметре десятков километров, их вершина может достигать высоты свыше 18 км, и они могут длиться много часов.

#### Восходящие и нисходящие потоки
Восходящие и нисходящие потоки в изолированных грозах обычно имеют диаметр от 0,5 до 2,5 км и высоту от 3 до 8 км. Иногда диаметр восходящего потока может достигать 4 км. Вблизи поверхности земли потоки обычно увеличиваются в диаметре, а скорость в них падает по сравнению с выше расположенными потоками. Характерная скорость восходящего потока лежит в диапазоне от 5 до 10 м/с и доходит до 20 м/с в верхней части крупных гроз. Исследовательские самолёты, пролетающие сквозь грозовое облако на высоте 10 000 м, регистрируют скорость восходящих потоков свыше 30 м/с. Наиболее сильные восходящие потоки наблюдаются в организованных грозах.

#### Шквалы

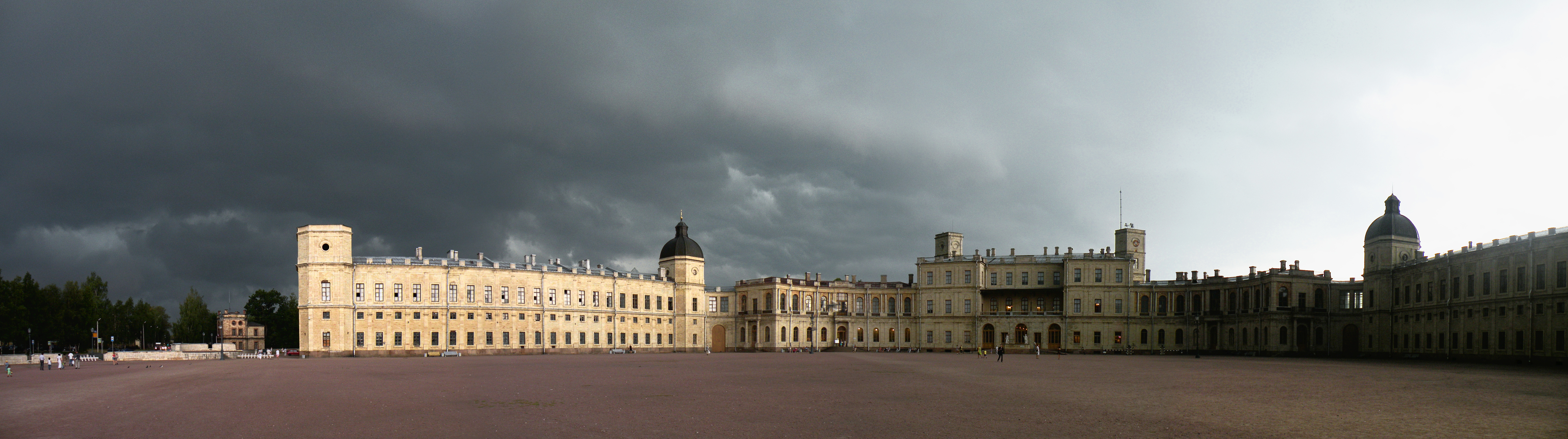
Перед августовским шквалом 2010 года в Гатчине

В некоторых грозах возникают интенсивные нисходящие воздушные потоки, создающие на поверхности земли ветер разрушительной силы. В зависимости от размера такие нисходящие потоки называются шквалами или микрошквалами. Шквал диаметром более 4 км может создавать ветер до 60 м/с. Микрошквалы имеют меньшие размеры, но создают ветер скоростью до 75 м/с. Если порождающая шквал гроза образуется из достаточно тёплого и влажного воздуха, то микрошквал будет сопровождаться интенсивным ливневым дождём. Однако, если гроза формируется из сухого воздуха, осадки во время выпадения могут испариться (испаряющиеся в воздухе полосы осадков или virga), и микрошквал будет сухим. Нисходящие воздушные потоки являются серьёзной опасностью для самолётов, особенно во время взлёта или посадки, так как они создают вблизи земли ветер с сильными внезапными изменениями скорости и направления.

#### Вертикальное развитие
В общем случае, активное конвективное облако будет подниматься до тех пор, пока оно не утратит плавучесть. Потеря плавучести связана с нагрузкой, создаваемой образовавшимися в облачной среде осадками, или смешением с окружающим сухим холодным воздухом, или комбинацией этих двух процессов. Рост облака также может быть остановлен слоем блокирующей инверсии, то есть слоем, где температура воздуха растёт с высотой. Обычно грозовые облака достигают высоты порядка 10 км, но иногда достигают высот более 20 км. Когда влагосодержание и нестабильность атмосферы высоки, то при благоприятном ветре облако может вырасти до тропопаузы, слоя, отделяющего тропосферу от стратосферы. Тропопауза характеризуется температурой, остающейся приблизительно постоянной с ростом высоты и известной как область высокой стабильности. Как только восходящий поток начинает приближаться к стратосфере, то довольно скоро воздух в вершине облака становится холоднее и тяжелее окружающего воздуха, и рост вершины останавливается. Высота тропопаузы зависит от широты местности и от сезона года. Она варьируется от 8 км в полярных регионах до 18 км и выше вблизи экватора.
Когда кучевое конвективное облако достигает блокирующего слоя инверсии тропопаузы, оно начинает растекаться в стороны и образует характерную для грозовых облаков «наковальню». Ветер, дующий на высоте наковальни, обычно сносит облачный материал по направлению ветра.

#### Турбулентность
Самолёт, пролетающий сквозь грозовое облако (залетать в кучево-дождевые облака запрещается), обычно попадает в болтанку, бросающую самолёт вверх, вниз и в стороны под действием турбулентных потоков облака. Атмосферная турбулентность создаёт ощущение дискомфорта для экипажа самолёта и пассажиров и вызывает нежелательные нагрузки на самолёт. Турбулентность измеряется разными единицами, но чаще её определяют в единицах {\displaystyle g} — ускорения свободного падения ({\displaystyle 1g=9{,}8} м/с2). Шквал в {\displaystyle 1g} создаёт опасную для самолётов турбулентность. В верхней части интенсивных гроз зарегистрированы вертикальные ускорения до {\displaystyle 3g}.

#### Движение
Скорость и движение грозового облака зависят от направления ветра, прежде всего, взаимодействия восходящего и нисходящего потоков облака с несущими воздушными потоками в средних слоях атмосферы, в которых развивается гроза. Скорость перемещения изолированной грозы обычно порядка 20 км/ч, но некоторые грозы двигаются гораздо быстрее. В экстремальных ситуациях грозовое облако может двигаться со скоростями 65—80 км/ч — во время прохождения активных холодных фронтов. В большинстве гроз по мере рассеивания старых грозовых ячеек последовательно возникают новые грозовые ячейки. При слабом ветре отдельная ячейка за время своей жизни может пройти совсем небольшой путь, меньше двух километров; однако в более крупных грозах новые ячейки запускаются нисходящим потоком, вытекающим из зрелой ячейки, что создаёт впечатление быстрого движения, не всегда совпадающего с направлением ветра. В больших многоячейковых грозах существует закономерность, когда новая ячейка формируется справа по направлению несущего воздушного потока в северном полушарии и слева от направления несущего потока в южном полушарии.

#### Энергия
Энергия, которая приводит в действие грозу, заключена в скрытой теплоте, высвобождающейся, когда водяной пар конденсируется и образует облачные капли. На каждый грамм конденсирующейся в атмосфере воды высвобождается приблизительно 600 калорий тепла. Когда водяные капли замерзают в верхней части облака, дополнительно высвобождается ещё около 80 калорий на грамм. Высвобождающаяся скрытая тепловая энергия частично преобразуется в кинетическую энергию восходящего потока. Грубая оценка общей энергии грозы может быть сделана на основе общего количества воды, выпавшей в виде осадков из облака. Типичной является энергия порядка 100 миллионов киловатт-часов, что по приблизительной оценке эквивалентно ядерному заряду в 20 килотонн (правда, эта энергия выделяется в гораздо большем объёме пространства и за гораздо большее время). Большие многоячейковые грозы могут обладать в десятки и сотни раз большей энергией.

### Электрическая структура
|  |

Распределение и движение электрических зарядов внутри и вокруг грозового облака является сложным непрерывно меняющимся процессом. Тем не менее, можно представить обобщённую картину распределения электрических зарядов на стадии зрелости облака. Доминирует положительная дипольная структура, в которой положительный заряд находится в верхней части облака, а отрицательный заряд находится под ним внутри облака. В основании облака и под ним наблюдается нижний положительный заряд. Атмосферные ионы, двигаясь под действием электрического поля, формируют на границах облака экранирующие слои, маскирующие электрическую структуру облака от внешнего наблюдателя. Измерения показывают, что в различных географических условиях основной отрицательный заряд грозового облака расположен на высотах с температурой окружающего воздуха от −5 до −17 °C. Чем больше скорость восходящего потока в облаке, тем на большей высоте находится центр отрицательного заряда. Плотность объёмного заряда лежит в диапазоне 1-10 Кл/км³. Существует заметная доля гроз с инверсной структурой зарядов: — отрицательным зарядом в верхней части облака и положительным зарядом во внутренней части облака, а также со сложной структурой с четырьмя и более зонами объёмных зарядов разной полярности.

#### Механизм электризации
Для объяснения формирования электрической структуры грозового облака предлагалось много механизмов, и до сих пор эта область науки является областью активных исследований. Основная гипотеза основана на том, что если более крупные и тяжёлые облачные частицы заряжаются преимущественно отрицательно, а более лёгкие мелкие частицы несут положительный заряд, то пространственное разделение объёмных зарядов возникает за счёт того, что крупные частицы падают с большей скоростью, чем мелкие облачные компоненты. Этот механизм, в целом, согласуется с лабораторными экспериментами, которые показывают сильную передачу заряда при взаимодействии частиц ледяной крупы (крупа — пористые частицы из замёрзших водяных капелек) или града с ледяными кристаллами в
присутствии переохлаждённых водяных капель. Знак и величина передаваемого при контактах заряда зависят не только от температуры окружающего воздуха и водности облака, но и от размеров ледяных кристаллов, скорости столкновения и других факторов. Возможно также действие и других механизмов электризации. Когда величина накопившегося в облаке объёмного электрического заряда становится достаточно большой, между областями, заряженными противоположным знаком, происходит молниевый разряд. Разряд может произойти также между облаком и землёй, облаком и нейтральной атмосферой, облаком и ионосферой. В типичной грозе от двух третей до 100 процентов разрядов приходятся на внутриоблачные разряды, межоблачные разряды или разряды облако — воздух. Оставшаяся часть — это разряды облако-земля. В последние годы стало понятно, что молния может быть искусственно инициирована в облаке, которое в обычных условиях не переходит в грозовую стадию. В облаках, имеющих зоны электризации и создающих электрические поля, молнии могут быть инициированы горами, высотными сооружениями, самолётами или ракетами, оказавшимися в зоне сильных электрических полей.

## Погодные явления под грозами

### Нисходящие потоки и шквальные фронты
|  |

Нисходящие потоки в грозах возникают на высотах, где температура воздуха ниже, чем температура в окружающем пространстве, и этот поток становится ещё холоднее, когда в нём начинают таять ледяные частицы осадков и испаряться облачные капли. Воздух в нисходящем потоке не только более плотный, чем окружающий воздух, но он несёт ещё горизонтальный момент количества движения, отличающийся от окружающего воздуха. Если нисходящий поток возникает, например, на высоте 10 км, то он достигнет поверхности земли с горизонтальной скоростью, заметно большей, чем скорость ветра у земли. У земли этот воздух выносится вперёд перед грозой со скоростью, большей, чем скорость движения всего облака. Именно поэтому наблюдатель на земле ощутит приближение грозы по потоку холодного воздуха ещё до того, как грозовое облако окажется у него над головой. Распространяющийся по земле нисходящий поток образует зону глубиной от 500 метров до 2 км с отчётливым различием между холодным воздухом потока и тёплым влажным воздухом, из которого формируется гроза. Прохождение такого шквального фронта легко определяется по усилению ветра и внезапному падению температуры. За пять минут температура воздуха может понизиться на 5 °C или больше. Шквал образует характерный шквальный ворот с горизонтальной осью, резким падением температуры и изменением направления ветра.
В экстремальных случаях фронт шквала, созданный нисходящим потоком, может достичь скорости, превышающей 50 м/с, и приносит разрушения домам и посевам. Более часто сильные шквалы возникают, когда организованная линия гроз развивается в условиях сильного ветра на средних высотах. При этом люди могут подумать, что эти разрушения вызваны смерчем. Если нет свидетелей, видевших характерное воронкообразное облако смерча, то причину разрушения можно определить по характеру разрушений, вызванных ветром. В смерчах разрушения имеют круговую картину, а грозовой шквал, вызванный нисходящим потоком, несёт разрушения преимущественно в одном направлении. Следом за холодным воздухом обычно начинается дождь. В некоторых случаях дождевые капли полностью испаряются во время падения, что приводит к сухой грозе. В противоположной ситуации, характерной для сильных многоячейковых и суперъячейковых гроз, идёт проливной дождь с градом, вызывающий внезапные наводнения.

### Смерчи
Смерч — это сильный маломасштабный вихрь под грозовыми облаками с приблизительно вертикальной, но часто изогнутой осью. От периферии к центру смерча наблюдается перепад давления в 100—200 гПа. Скорость ветра в смерчах может превышать 100 м/с, теоретически может доходить до скорости звука. В России смерчи возникают сравнительно редко. Наибольшая повторяемость смерчей приходится на юг европейской части России.

### Ливни
В небольших грозах пятиминутный пик интенсивных осадков может превосходить 120 мм/ч, но весь остальной дождь имеет на порядок меньшую интенсивность. Средняя гроза даёт порядка 2000 кубометров осадков, но крупная гроза может дать в десять раз больше. Большие организованные грозы, связанные с мезомасштабными конвективными системами, могут создать от 10 до 1000 миллионов кубометров осадков.